# 角斑柔蛛
角斑柔蛛（学名：Agalenatea angulopicta）为园蛛科柔蛛属的动物。在中国大陆，分布于山西、河北、甘肃、湖北、湖南等地，一般栖息于果园及松树林。该物种的模式产地在山西。